# Lliga tunisiana de futbol
La Lliga tunisiana de futbol, CLP-1 o Championnat de la Ligue Professionnelle 1 (en àrab الرابطة المحترفة الأولى لكرة القدم) és la màxima competició futbolística de Tunísia, organitzada per la Fédération Tunisienne de Football. Fou creada l'any 1921.

## Història
El primer campionat de Tunísia es disputà el 1907 organitzat per la "Ligue Tunisienne de football" (LTF) posteriorment Federation Tunisienne de Football (FTF). La primera edició la disputaren els clubs "Racing club de Tunis", "Football club de Bizerte" i "Sporting de Ferryville" i dos clubs escolars, el "Carnot College de Tunis" i el "Sadiki College".
Esdevingué oficial amb la creació de la LTF el 1921 i la seva afiliació a la Federació Francesa de futbol. Fins al 1939 el títol el disputaren els diversos campions regionals. Des del 1946-1947, es creà un campionat nacional.

## Historial
Font:

### Campionat de la USFSA (Union des sociétés françaises de sports athlétiques)
- 1907:  Racing Club de Tunis (1)
- 1908-09:  Racing Club de Tunis (2)
- 1910-11:  Racing Club de Tunis (3)
- 1911-12:  Sporting Club Ferryville (1)
- 1912-13:  Sporting Club Ferryville (2)
- 1913-14:  Racing Club de Tunis (4)
- 1914-19: no es disputà
- 1919-20:  Racing Club de Tunis (5)
- 1920-21:  Racing Club de Tunis (6)

### Campionat de la LTFA (Ligue de Tunisie de Football Association)
- 1921-22:  Racing Club de Tunis (7)
- 1922-23:  Stade Gaulois de Tunis (1)
- 1923-24:  Stade Gaulois de Tunis (2)
- 1924-25:  Racing Club de Tunis (8)
- 1925-26:  Sporting Club de Tunis (1)
- 1926-27:  Stade Gaulois de Tunis (3)
- 1927-28:  Sporting Club de Tunis (2)
- 1928-29:  Avant Garde de Tunis (1)
- 1929-30:  US Tunisienne (1)
- 1930-31:  US Tunisienne (2)
- 1931-32:  Italia de Tunis (1)
- 1932-33:  US Tunisienne (3)
- 1933-34:  Sfax Railways Sports (1)
- 1934-35:  Italia de Tunis (2)
- 1935-36:  Italia de Tunis (3)
- 1936-37:  Italia de Tunis (4)
- 1937-38:  Savoia de La Goulette (1)
- 1938-39:  CS Gabésien (1)
- 1939-40: no es disputà
- 1940-41: no es disputà
- 1941-42:  Espérance de Tunis (1)
- 1942-43: no es disputà
- 1943-44: no es disputà
- 1944-45:  CA Bizertin (1)
- 1945-46:  CA Bizertin (2)
- 1946-47:  Club Africain (1)
- 1947-48:  Club Africain (2)
- 1948-49:  CA Bizertin (3)
- 1949-50:  Étoile du Sahel (1)
- 1950-51:  CS Hammam-Lif (1)
- 1951-52: campionat abandonat
- 1952-53:  Sfax Railways Sports (2)
- 1953-54:  CS Hammam-Lif (2)
- 1954-55:  CS Hammam-Lif (3)

### Campionat de la FTF (Federació Tunisiana de Futbol)
- 1955-56:  CS Hammam-Lif (4)
- 1956-57:  Stade Tunisien (1)
- 1957-58:  Étoile du Sahel (2)
- 1958-59:  Espérance de Tunis (2)
- 1959-60:  Espérance de Tunis (3)
- 1960-61:  Stade Tunisien (2)
- 1961-62:  Stade Tunisien (3)
- 1962-63:  Étoile du Sahel (3)
- 1963-64:  Club Africain (3)
- 1964-65:  Stade Tunisien (4)
- 1965-66:  Étoile du Sahel (4)
- 1966-67:  Club Africain (4)
- 1967-68:  Sfax Railways Sports (3)
- 1968-69:  CS Sfaxien (1)
- 1969-70:  Espérance de Tunis (4)
- 1970-71:  CS Sfaxien (2)
- 1971-72:  Étoile du Sahel (5)
- 1972-73:  Club Africain (5)
- 1973-74:  Club Africain (6)
- 1974-75:  Espérance de Tunis (5)
- 1975-76:  Espérance de Tunis (6)
- 1976-77:  Jeunesse Kairouanaise (1)
- 1977-78:  CS Sfaxien (3)
- 1978-79:  Club Africain (7)
- 1979-80:  Club Africain (8)
- 1980-81:  CS Sfaxien (4)
- 1981-82:  Espérance de Tunis (7)
- 1982-83:  CS Sfaxien (5)
- 1983-84:  CA Bizertin (4)
- 1984-85:  Espérance de Tunis (8)
- 1985-86:  Étoile du Sahel (6)
- 1986-87:  Étoile du Sahel (7)
- 1987-88:  Espérance de Tunis (9)
- 1988-89:  Espérance de Tunis (10)
- 1989-90:  Club Africain (9)
- 1990-91:  Espérance de Tunis (11)
- 1991-92:  Club Africain (10)
- 1992-93:  Espérance de Tunis (12)
- 1993-94:  Espérance de Tunis (13)
- 1994-95:  CS Sfaxien (6)
- 1995-96:  Club Africain (11)
- 1996-97:  Étoile du Sahel (8)
- 1997-98:  Espérance de Tunis (14)
- 1998-99:  Espérance de Tunis (15)
- 1999-00:  Espérance de Tunis (16)
- 2000-01:  Espérance de Tunis (17)
- 2001-02:  Espérance de Tunis (18)
- 2002-03:  Espérance de Tunis (19)
- 2003-04:  Espérance de Tunis (20)
- 2004-05:  CS Sfaxien (7)
- 2005-06:  Espérance de Tunis (21)
- 2006-07:  Étoile du Sahel (9)
- 2007-08:  Club Africain (12)
- 2008-09:  Espérance de Tunis (22)
- 2009-10:  Espérance de Tunis (23)
- 2010-11:  Espérance de Tunis (24)
- 2011-12:  Espérance de Tunis (25)
- 2012-13:  CS Sfaxien (8)
- 2013-14:  Espérance de Tunis (26)
- 2014-15:  Club Africain (13)
- 2015-16:  Étoile du Sahel (10)
- 2016-17:  Espérance de Tunis (27)
- 2017-18:  Espérance de Tunis (28)
- 2018-19:  Espérance de Tunis (29)
- 2019-20:  Espérance de Tunis (30)
- 2020-21:  Espérance de Tunis (31)
- 2021-22:  Espérance de Tunis (32)
- 2022-23:  Étoile du Sahel (11)